# Florêncio de Valeranica

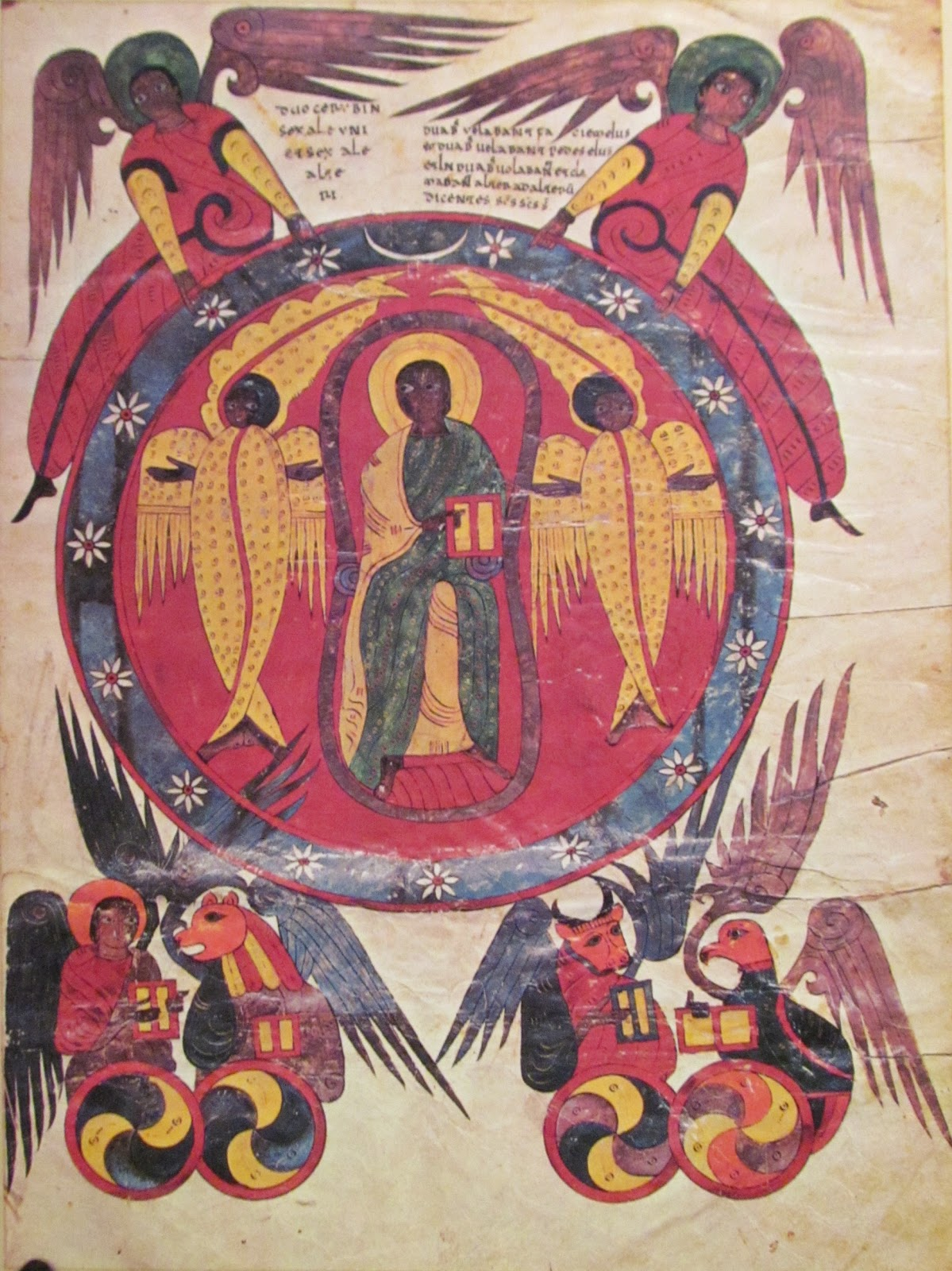
Iluminura de Florêncio feita em 945, no livro "Moralia in Job"

Florêncio de Valeranica foi um monge amanuense que fez parte do scriptorium da Abadia de Valeranica.  Registrou em 953 que na época tinha trinta e cinco anos de idade e que havia nascido em 918. Apesar de ser monge, há quem diga que se pode tratar Florêncio de Valeranica enquanto um artista, por conta da qualidade das iluminuras que produzia. Não se sabe o lugar exato do nascimento de Florêncio, mas existem algumas teorias em relação a sua origem. Além do moçarabismo, também acredita-se que Florêncio tenha sido oferecido ao monastério de Valeranica quando ainda era uma criança. Outra teoria é de que Florêncio teria vivido durante a infância na abadia de São Pedro de Cardenha, por vezes identificada por pesquisadores como abadia à qual Valeranica estava subordinada. Florêncio era um monge peregrino, o que significa que não trabalhou apenas em Valeranica, mas também outros monastérios. Florêncio atuou na Abadia de Valeranica entre 940 e 965.